# Pseudomeges varioti
Pseudomeges varioti är en skalbaggsart som beskrevs av Le Moult 1946. Pseudomeges varioti ingår i släktet Pseudomeges och familjen långhorningar.
Artens utbredningsområde är Laos. Inga underarter finns listade i Catalogue of Life.